# 切列平 (奧夫魯奇區)
51°20′8″N 28°44′8″E / 51.33556°N 28.73556°E
切列平（烏克蘭語：Черепин），是烏克蘭北部的村莊，隸屬日托米爾州的科羅斯滕區。該村始建於1719年，面積94.1平方公里，海拔高度194米，2001年人口349，人口密度每平方公里3.71人。